# Lycaeides mazaffar
Lycaeides mazaffar är en fjärilsart som beskrevs av Gr.-gr. Lycaeides mazaffar ingår i släktet Lycaeides och familjen juvelvingar. Inga underarter finns listade i Catalogue of Life.